# Le avventure di Fievel
Le avventure di Fievel (Fievel's American Tails) è una serie animata in 13 episodi prodotta da Amblin Entertainment, Nelvana e Universal.
La serie é basata sulla serie iniziata con il film d'animazione del 1986 Fievel sbarca in America, ma si ricollega sostanzialmente al secondo film Fievel conquista il West (1991), riportando in scena tutti i personaggi (eccetto il cane Wylie Burp) e design simili.

## Personaggi e doppiatori
| Personaggio        | Doppiatore originale | Doppiatore italiano   |
| ------------------ | -------------------- | --------------------- |
| Fievel Toposkowich | Phillip Glasser      | Monica Bertolotti     |
| Tigre              | Dom DeLuise          | Gino Pagnani          |
| Papa Toposkowich   | Lloyd Battista       | Gino Pagnani          |
| T. R. Chula        | Dan Castellaneta     |                       |
| Tanya Toposkowich  | Cathy Cavadini       |                       |
| Mr. Crudelio       | Gerrit Graham        |                       |
| Dolce William      | Kenneth Mars         | Fabrizio Mazzotta     |
| Mama Toposkowich   | Susan Silo           | Graziella Polesinanti |

## Episodi
Sono stati prodotti 13 episodi della durata di 24 minuti ciascuno:
1. Il ranger solitario
2. Topolini nella prateria
3. Il regalo
4. Un caso di singhiozzo
5. La leggenda del topo-spettro
6. La miniera scomparsa
7. Legge e disordine
8. Fievel baby-sitter
9. Un topo di nome Zorrowitz
10. La visita di zia Sophie
11. Clint Topwood: topo della legge
12. Gli amici ci sono per questo
13. Gatti a sonagli